# Plaksneeuw
Plaksneeuw is verse sneeuw die meestal uit relatief grote sneeuwvlokken bestaat en die zich het best bij windstil weer en een relatief hoge temperatuur en luchtvochtigheid vormt. Plaksneeuw is de tegenhanger van poedersneeuw en fijne stuifsneeuw die zich het best bij strenge vorst vormt. Plaksneeuw is onder andere de ideale sneeuwsoort voor het maken van sneeuwpoppen of voor het houden van sneeuwbalgevechten. Als men een sneeuwbal van plaksneeuw stevig in elkaar drukt krijgt men een ijsbal.
Op steile hellingen in berggebieden, in dicht beplante bosgebieden of op een gletsjer levert een dik pakket plaksneeuw meer gevaar op dan een laag losse stuifsneeuw omdat een dikke laag plaksneeuw zwaar is. Door het grotere gewicht kunnen gevaarlijke lawines ontstaan of kan de erosie van de toplaag op berghellingen versneld worden.
Omdat plaksneeuw sneller en makkelijker smelt dan een laag stuifsneeuw neemt de albedo van een laag plaksneeuw over het algemeen sneller af dan de albedo van een laag stuifsneeuw.
Als met voertuigen over een laag plaksneeuw wordt gereden of als over verse plaksneeuw wordt gelopen verandert de plaksneeuw gemakkelijk in een laag ijs. Op wegen en op wandel- en fietspaden kan na het vallen van een verse laag plaksneeuw snel gladheid optreden.